# بلدة ميدلتون (ويسكونسن)
ميدلتون (بالإنجليزية: Middleton (town), Wisconsin)‏ هي بلدة تقع بولاية ويسكونسن في الولايات المتحدة. تبلغ مساحتها 45.8 (كم²)، وترتفع عن سطح البحر 342 م، بلغ عدد سكانها 4594 نسمة في عام 2000 حسب إحصاء مكتب تعداد الولايات المتحدة وتصل الكثافة السكانية فيها 100.3 نسمة/كم2.

## وصلات خارجية
- The US50 - Cities and Towns in Wisconsin State
- Wisconsin Cities and Towns, Facts, Map, Flag, Colleges, Government, and More